# مقبرة الغفران الملكية
مقبرة الغفران الملكية (بالملايوية: Makam Diraja Al-Ghufran)‏ هو ضريح ملكي في فيرق يقع بالقرب من مسجد العبودية في بوكيت تشاندان في جالان إيستانا في كوالا كانغسار بماليزيا. كان أول سلطان فيرق مدفونًا هناك هو السلطان إدريس مرشد العزم شاه عام 1916.